# Paradise (Califòrnia)
Paradise és una població dels Estats Units a l'estat de Califòrnia. Segons el cens del 2009 tenia 26.465 habitants.

## Demografia
Segons el cens del 2000, Paradise tenia 26.408 habitants, 11.591 habitatges, i 7.244 famílies. La densitat de població era de 558,7 habitants/km².
Dels 11.591 habitatges en un 23% hi vivien nens de menys de 18 anys, en un 48,7% hi vivien parelles casades, en un 10,3% dones solteres, i en un 37,5% no eren unitats familiars. En el 32% dels habitatges hi vivien persones soles el 18,1% de les quals corresponia a persones de 65 anys o més que vivien soles. El nombre mitjà de persones vivint en cada habitatge era de 2,22 i el nombre mitjà de persones que vivien en cada família era de 2,77.
Per edats la població es repartia de la següent manera: un 20,4% tenia menys de 18 anys, un 5,9% entre 18 i 24, un 21,2% entre 25 i 44, un 25,3% de 45 a 60 i un 27,2% 65 anys o més.
L'edat mediana era de 47 anys. Per cada 100 dones de 18 o més anys hi havia 83,5 homes.
La renda mediana per habitatge era de 31.863 $ i la renda mediana per família de 41.228 $. Els homes tenien una renda mediana de 35.419 $ mentre que les dones 25.231 $. La renda per capita de la població era de 19.267 $. Entorn del 9,7% de les famílies i el 12,4% de la població estaven per davall del llindar de pobresa.

## Incendis forestals
A principis de novembre va arribar un rebrot dels incendis forestals, a aquesta població, que va ser destruïda gairebé completament.

## Poblacions més properes
El següent diagrama mostra les poblacions més properes.